# Willanzheim

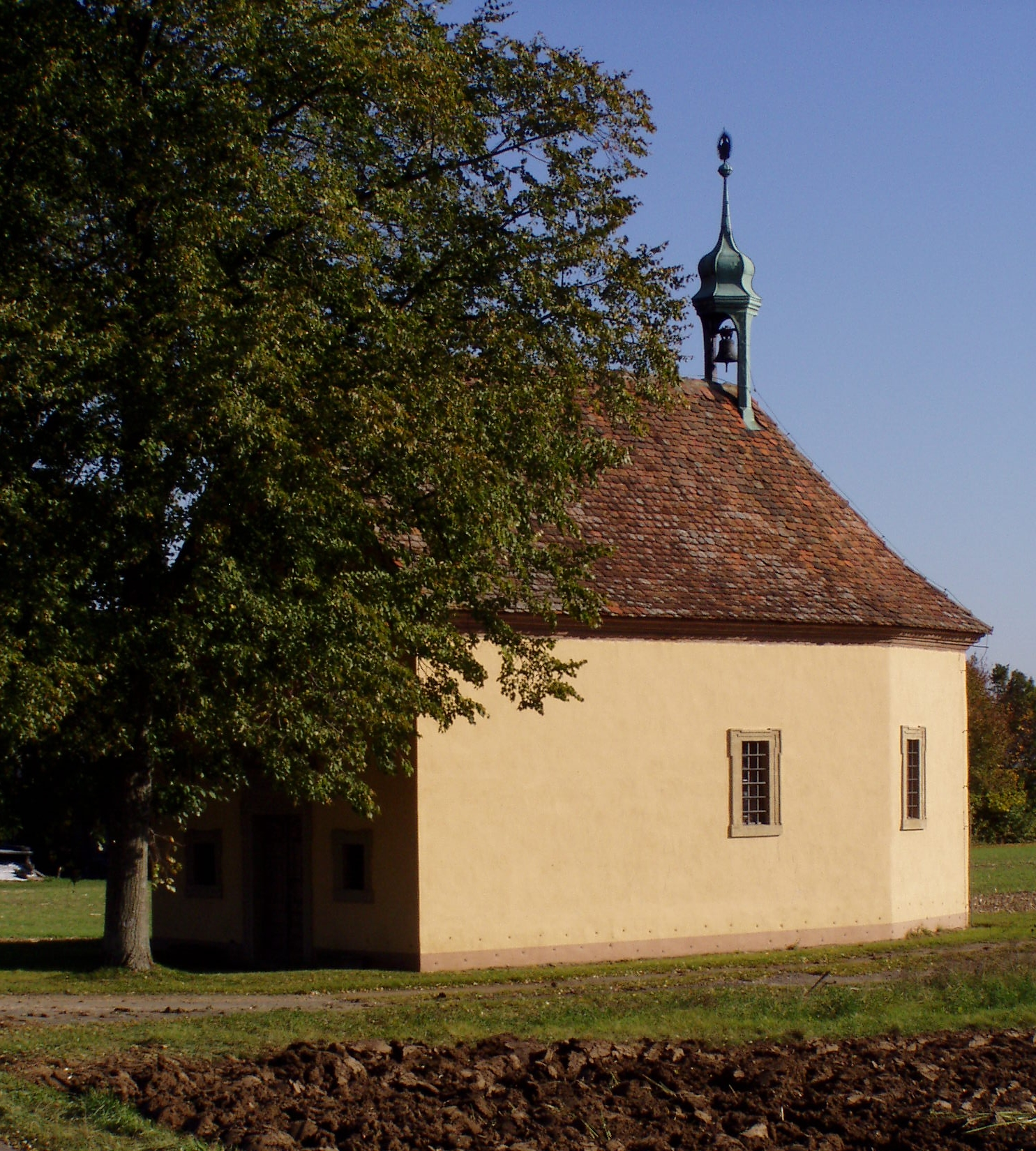
Die Feldkapelle Zur schmerzhaften Mutter Gottes von 1727 in der Gemarkung Willanzheim

Willanzheim ist ein Markt im unterfränkischen Landkreis Kitzingen und Mitglied der Verwaltungsgemeinschaft Iphofen.

## Geografie

### Geografische Lage
Willanzheim liegt in der Region Würzburg (Bayerische Planungsregion 2).
Höhenlagen in der Gemeinde: Willanzheim 259,6 m ü. NHN, Markt Herrnsheim 270,5 m ü. NHN, Hüttenheim 281,8 m ü. NHN, Hüttenheimer Tannenberg 382 m ü. NHN
Der Ort wird im Süden vom Breitbach durchflossen, nördlich entspringt der Buschgraben und östlich der Sparnbach.

### Gemeindegliederung
Willanzheim hat drei Gemeindeteile (in Klammern ist der Siedlungstyp angegeben):
- Hüttenheim in Bayern (Pfarrdorf)
- Markt Herrnsheim (ehemaliger Markt)
- Willanzheim (Hauptort)

Die Einöden Brückenmühle, Hagenmühle, Weidenmühle und Zapfenmühle zählen zum Gemeindeteil Willanzheim, die Herrnsheimer Mühle zum Gemeindeteil Markt Herrnsheim. Die Heim’sche Ziegelei und die Rahner’sche Ziegelei waren Gemeindeteile von Willanzheim, die mittlerweile wüst gefallen sind.
Gemarkungen im Gemeindegebiet sind Hüttenheim i.Bay., Markt Herrnsheim und Willanzheim.

### Nachbargemeinden
Nachbargemeinden sind (im Uhrzeigersinn, im Norden beginnend): Mainbernheim, Iphofen, Sugenheim, Ippesheim, Seinsheim und Marktsteft.

### Naturräumliche Lage
Naturräumlich liegen Willanzheim und seine Gemeindeteile an der Grenze zweier Untereinheiten, die beide dem Steigerwaldvorland zugerechnet werden. Der Hauptort hat Anteil an der Mainbernheimer Ebene mit ihren flachwelligen Lettenkeuperhöhen. Herrnsheim und Hüttenheim befinden sich in der Hellmitzheimer Bucht, die wesentlich mehr von Keuperböden geprägt ist.

## Geschichte
Die Weinbautradition in Hüttenheim reicht bis in das Jahr 1199 zurück.
Die drei Gemeindeteile haben eine jahrhundertelange, sehr unterschiedliche Geschichte. Willanzheim war von 1628 bis 1803 im Besitz des Domkapitels Würzburg. Die Familie von Seinsheim hatte im Mittelalter Besitz in Herrnsheim und Hüttenheim. Der Deutsche Orden hatte von 1213 bis 1680 eine Niederlassung in Hüttenheim, die zur Ballei Franken gehörte. Im Jahr 1803 bzw. endgültig 1814 kam das Gebiet der heutigen Gemeinde zum Königreich Bayern.

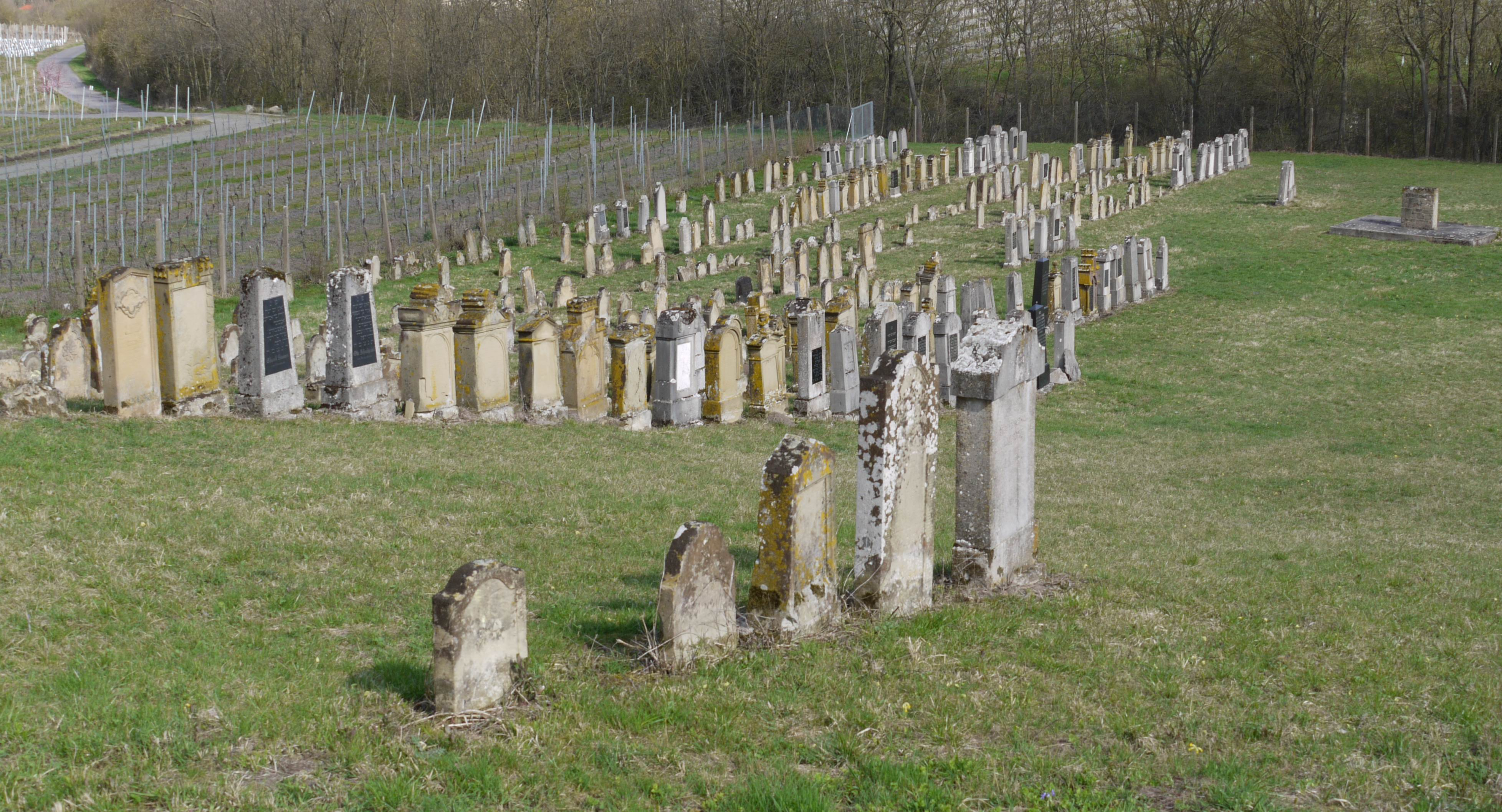
Jüdischer Friedhof Hüttenheim

Im Ortsteil Hüttenheim waren mindestens seit dem 19. Jahrhundert jüdische Familien ansässig, die einen Friedhof anlegten und eine Synagoge errichteten. Beim Novemberpogrom 1938 wurde das jüdische Gotteshaus von der SA geschändet und der Friedhof zerstört. Im Jahre 1950 errichteten Überlebende dort ein Denkmal für die Opfer des Faschismus.
Am 1. Mai 1978 wurde im Zuge der Gemeindegebietsreform aus den seit 1818 selbstständigen Gemeinden Markt Herrnsheim, Hüttenheim und Willanzheim der Markt Willanzheim gebildet. Aufgrund des Marktrechtes von Herrnsheim erhielt die neue Gemeinde den Titel Markt.

### Einwohnerentwicklung
Im Zeitraum 1988 bis 2018 stieg die Einwohnerzahl von 1373 auf 1613 um 240 Einwohner bzw. um 17,5 %.
Quelle: BayLfStat

## Politik

### Bürgermeisterin
Seit 1. Mai 2008 ist Ingrid Reifenscheid-Eckert (Wählergemeinschaft Willanzheim) Erste Bürgermeisterin. Diese wurde am 15. März 2020 mit 91,1 % der Stimmen für weitere sechs Jahre gewählt.

### Wappen
| Wappen von Willanzheim | Blasonierung: „Unter rotem Schildhaupt, darin drei gesenkte silberne Spitzen, siebenmal gespalten von Silber und Blau, belegt mit einem silbernen Schild, darin ein durchgehendes schwarzes Tatzenkreuz.“ |
| Wappen von Willanzheim | Wappenbegründung: Nach der Gemeindegründung im Jahr 1978 führte Willanzheim zunächst kein Wappen. Erst 1986 wurde ein solches angenommen. Es verweist auf die drei ehemals selbständigen Gemeinden. Das Schildhaupt stellt den fränkischen Rechen dar, das Hochstift Würzburg herrschte von 1628 bis 1803 über das Dorf Willanzheim. Die Spaltung von Silber und Blau ist ein Hinweis auf die Herrschaft der Familie von Seinsheim in Markt Herrnsheim. Das Tatzenkreuz gibt dagegen Hinweise auf den Deutschen Orden, der in Hüttenheim eine Niederlassung unterhielt. |

### Partnergemeinde
- Zánka in Ungarn, Komitat Veszprém: Nach beiderseitigen Besuchen in den beteiligten Gemeinden wurde am 1. Mai 2001 der Partnerschaftsvertrag unterzeichnet.

## Kultur und Sehenswürdigkeiten

### Burganlagen
Zeitweise gab es in Willanzheim zwei Burganlagen. Die ältere, der heutige Burgstall Willanzheim lag am Rande der Siedlung. Im 14. Jahrhundert wurde das sogenannte Weiherhaus, der heutige Turmhügel Willanzheim, errichtet. Wechselnde Geschlechter saßen auf den jeweiligen Burgen. Im Jahre 1428 gelang es Hans von Wenkheim, beide Burgen in seiner Hand zu vereinen. Heute erinnern kaum noch sichtbare Überreste an die beiden Burgen.

### Kirchenburganlagen
In allen drei Gemeindeteilen dominieren Kirchenburganlagen die Ortsmitte.

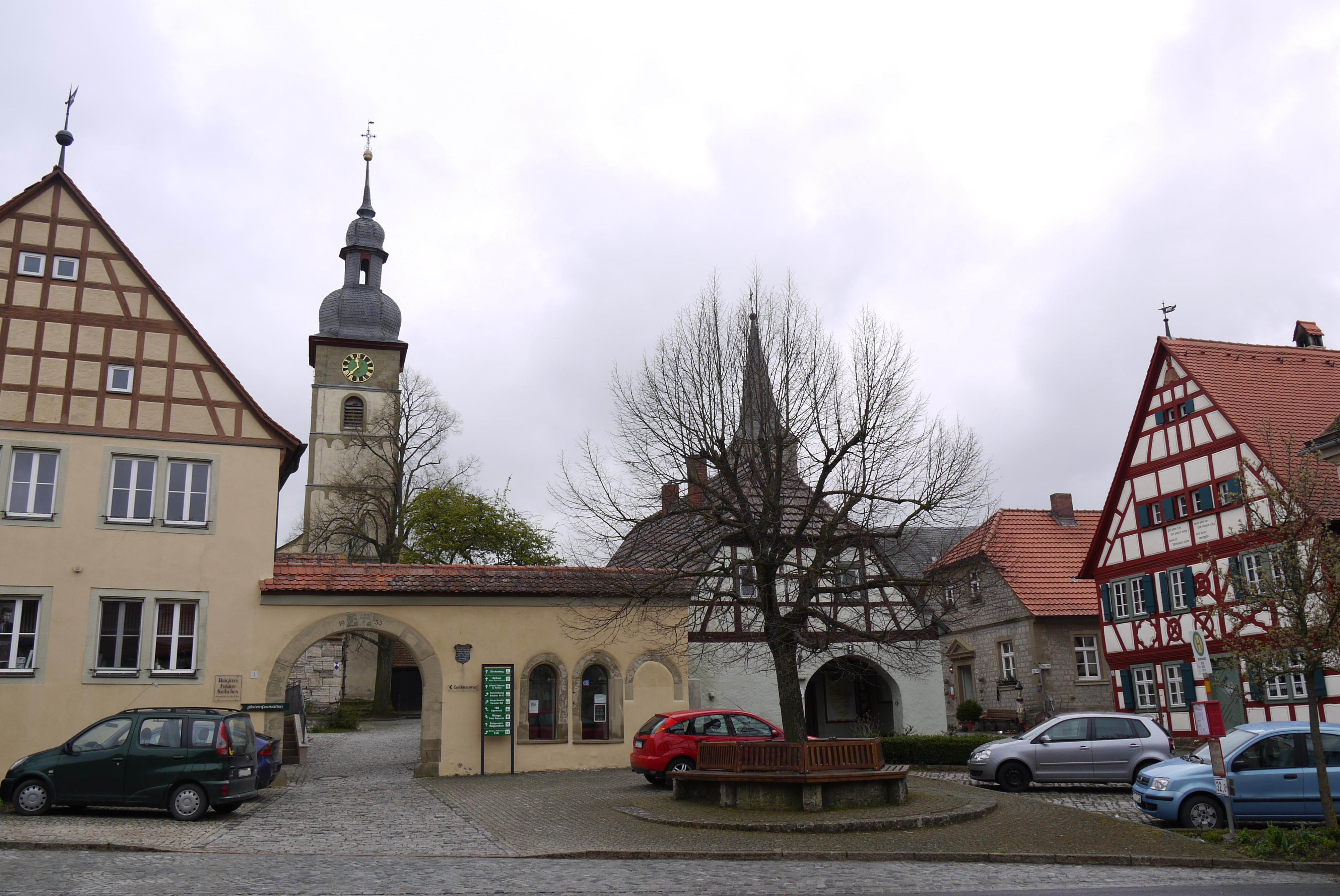
Marktplatz in Hüttenheim mit Eingang zur Kirchenburg
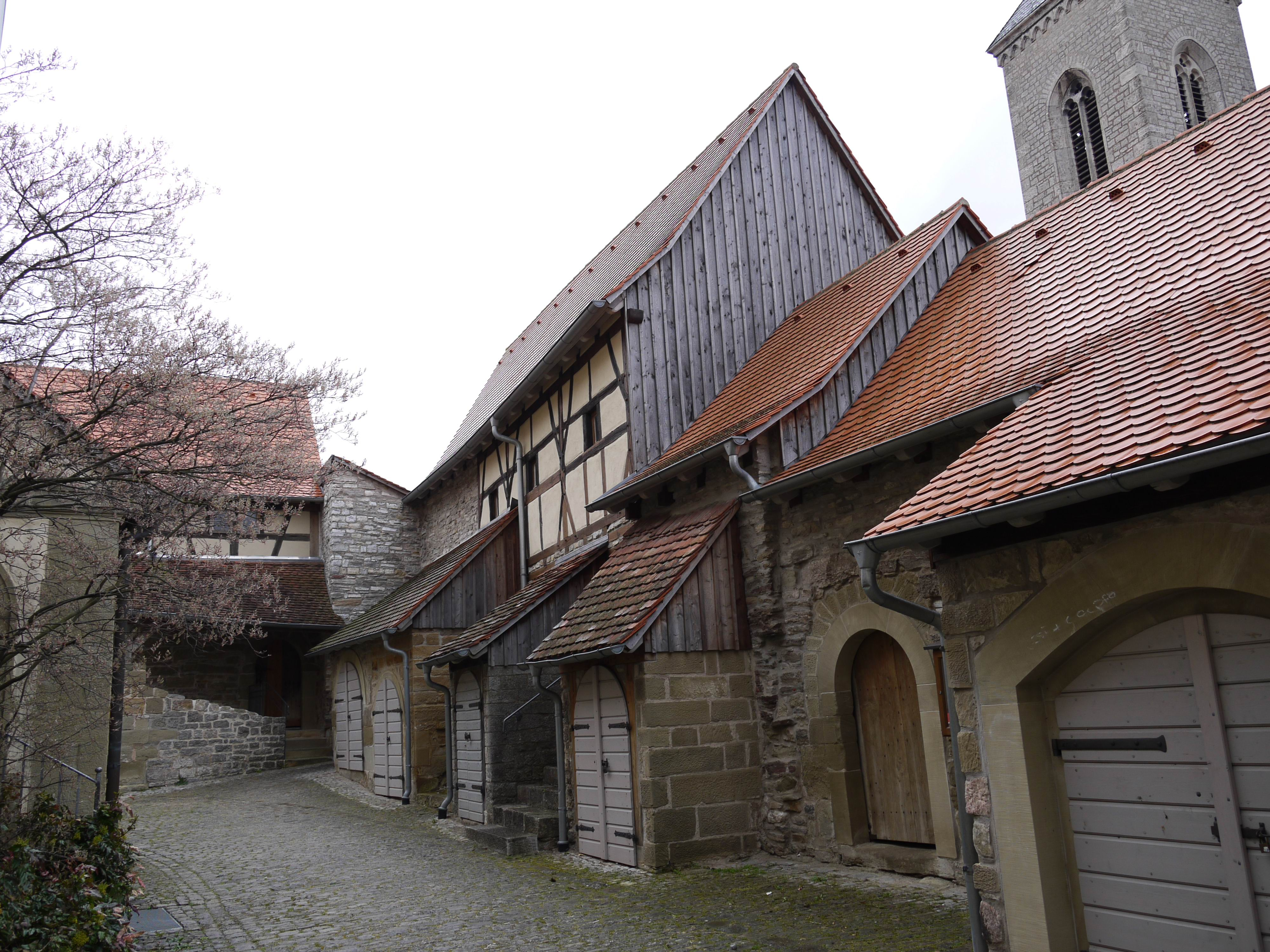
Gadenhäuschen in Hüttenheim
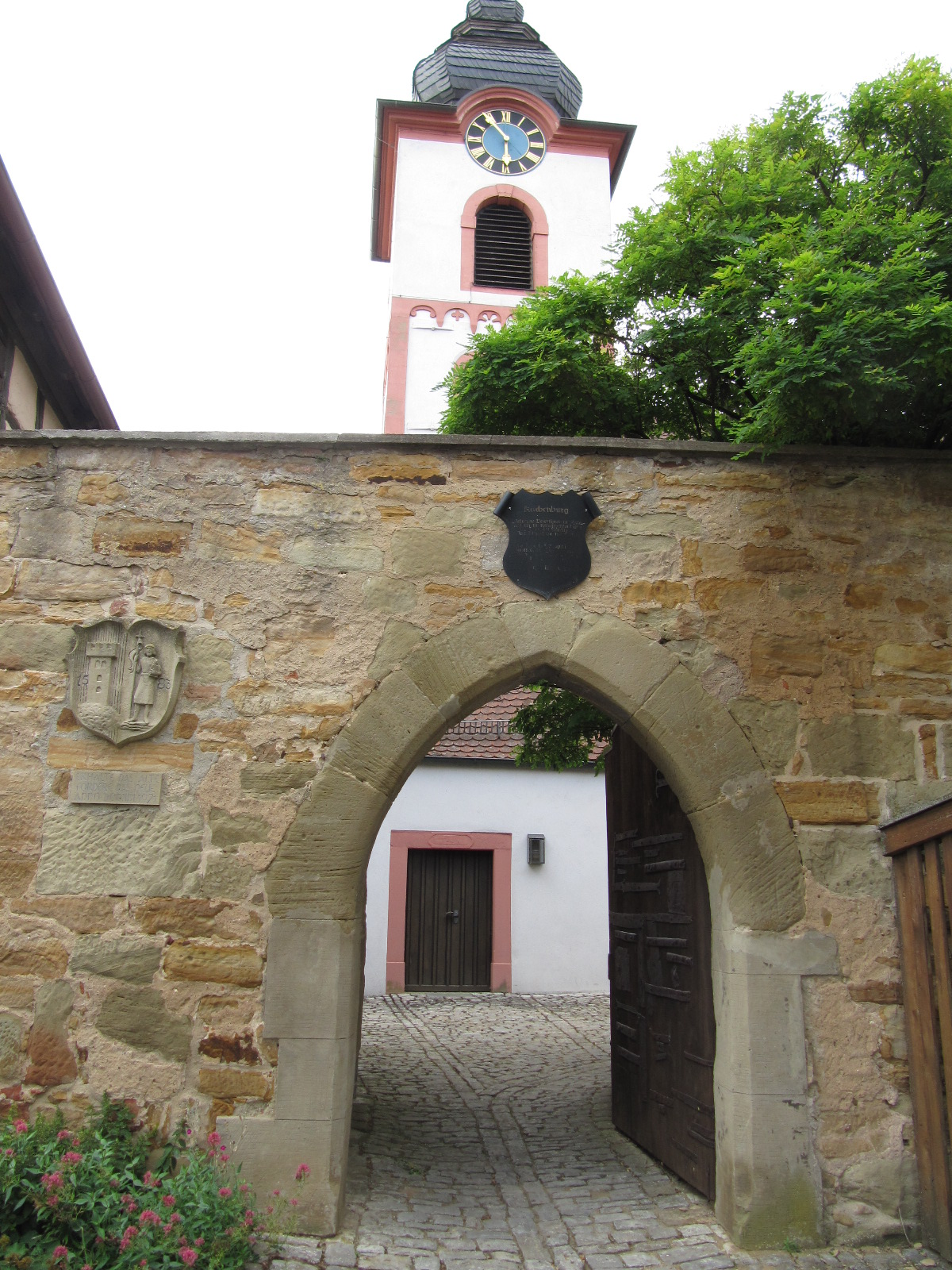
Aufgang zur Kirchenburg in Herrnsheim
Gadenhäuschen in Herrnsheim
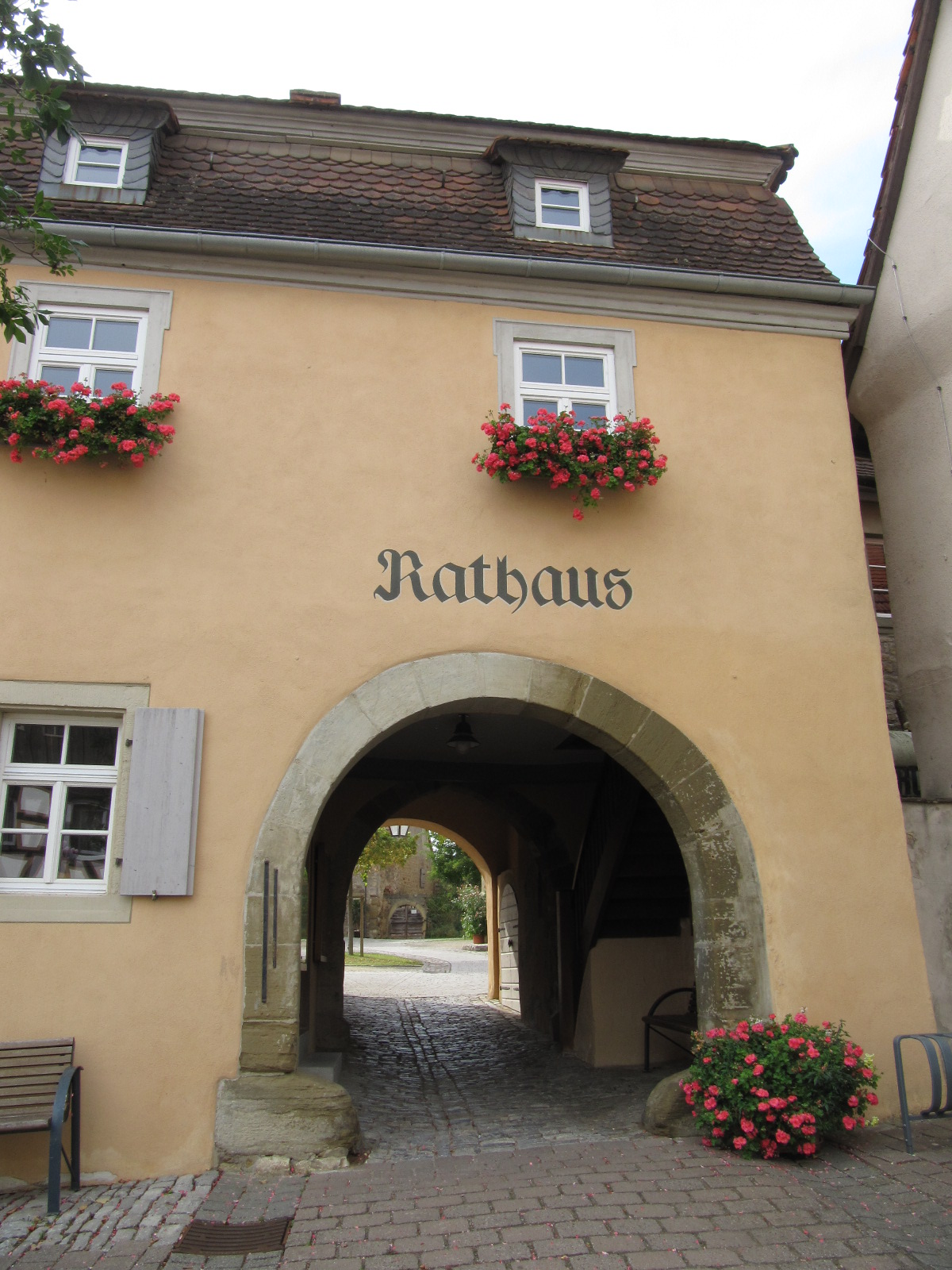
Torhaus über dem Eingang zur Willanzheimer Kirchenburg
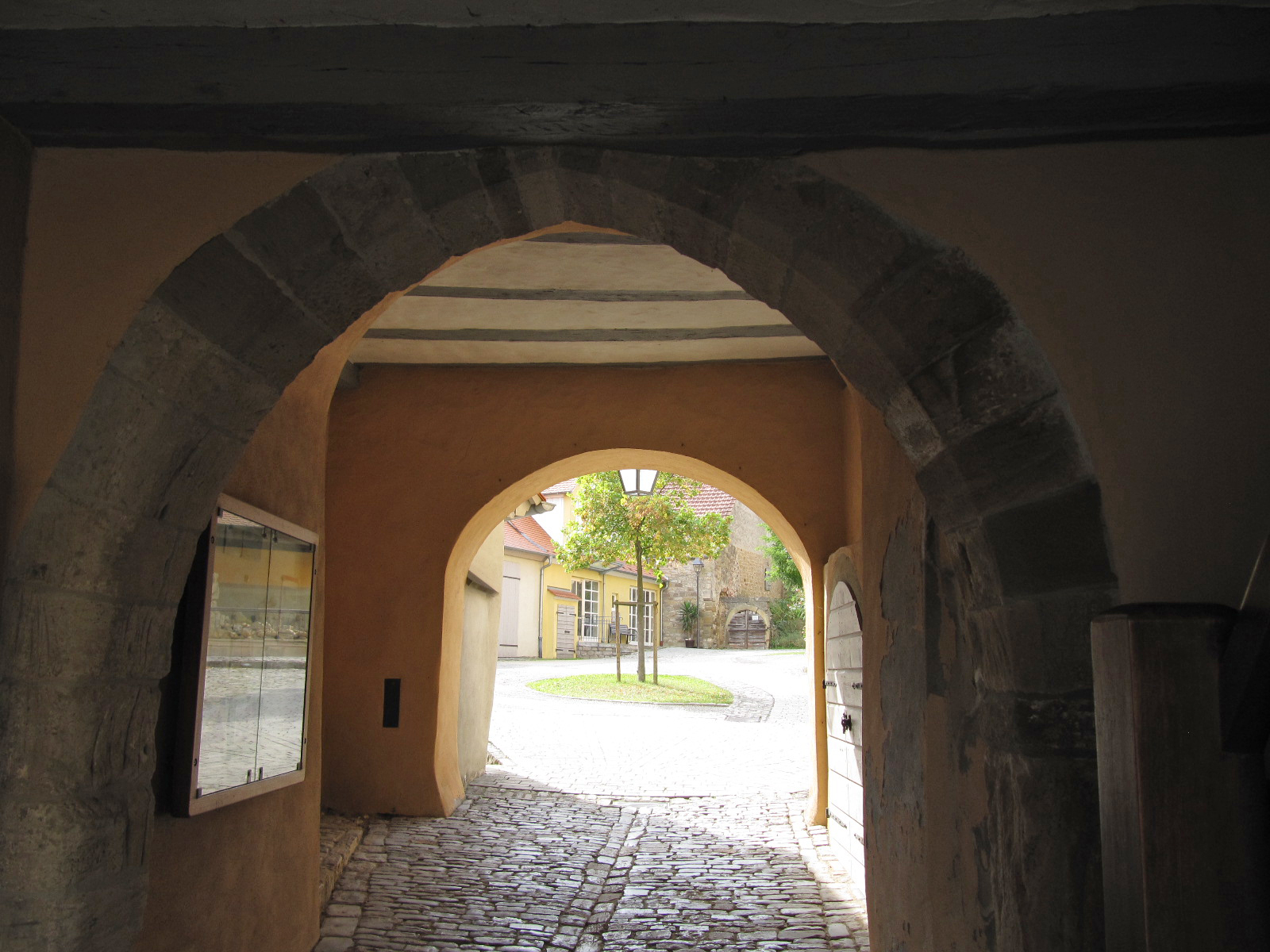
Eingang zur Kirchenburg in Willanzheim

#### Hüttenheim
Die Hüttenheimer Kirchenburg zählt zu den größten erhaltenen Gadenkirchenburgen in Franken. Das Rathaus und der Torbogen mit den anschließenden Gebäuden erinnern durch die bauliche Form vor dem Hauptzugang zur eigentlichen Anlage an einen Zwinger, der  die Aufgabe hatte, durch Vortor und -mauer den Haupteingang zu schützen.
Im Mai findet dort ein Kirchenburgmarkt mit kunstgewerblichem Angebot statt. Höhepunkt ist das Kirchenburgweinfest am dritten Augustwochenende in Hüttenheim.

#### Markt Herrnsheim
In diesem Ort steht die kleinste, renovierte Kirchenburg des Landkreises Kitzingen. Die gesamte Anlage befindet sich wie viele Kirchenburgen auf einem Hügel am Ortsrand mit dem zum Ort gerichteten Aufgang. Der romanische Kirchturm aus der Zeit um 1200 ist massiv gebaut und besitzt Schießscharten. Er war nur wenig höher als das Langhaus. Von ihm aus konnte der besonders gefährdete Eingang verteidigt werden. Eine wehrhafte Ummauerung schützte die Kirche St. Martin und die kleinen Wohn- und Vorratshäuschen der Dorffamilien bei Gefahr.
An das Marktrecht erinnert der jährlich stattfindende Markt am Sonntag vor Jakobi.

#### Willanzheim
Die ehemalige Kirchenburganlage dominiert die sie umgebenden Gebäude. Beim Betreten des Kirchhofs durch das Torhaus ist die Stärke der Ummauerung zu erkennen.

### Sagen
Einige Sagen haben das sogenannte Greutholz zwischen Iphofen und Willanzheim zum Thema. Es wurde erzählt, dass dort ein verwunschener Mann umgehe, der laut „hu hu“ rufen soll. Ebenso soll dort eine Frau gesehen worden sein, die ihre weiße Wäsche schüttelte und an einem Baum aufhängte. Während der Adventszeit und um Ostern wurden die Menschen auch im Wald oft in die Irre geführt und kam erst am nächsten Morgen wieder nach Willanzheim zurück.
Eine Kitzinger Metzgersfrau soll nach ihrem Tod in den Wald verbannt worden sein. Sie hatte beim Fleischabwiegen ihren Daumen auf die Waage gelegt, weshalb sie noch als Verwunschene immer wieder rief: „Drei Viertel und a Damma it a a Pfund!“ Außerdem wurde im Wald ein altes Kloster vermutet, welches im Hunnenkrieg zerstört worden sein soll. Wahrscheinlich spielt diese Sage auf ein altes Schanzwerk an, das dort verortet wird.

## Tourismus
Der Markt Willanzheim mit seinen Gemeindeteilen bietet verschiedene Freizeitmöglichkeiten, wie zum Beispiel ausgewiesene Rad- und Wanderwege, Rasthütten, Kneippbecken, Aussichtspunkte und Gästeführungen. Im Ort befinden sich mehrere fränkische Gaststätten, Heckenwirtschaften und Weinprobierstuben. Mit Urlaub auf dem Winzerhof, Ferienwohnungen, Gästezimmern und dem Winzerhof werden Übernachtungsmöglichkeiten für Touristen angeboten.
Die Kirchenburganlage, die stilreine neugotische Kirche St. Johannes, die ehemalige Synagoge und historische Hofanlagen prägen den Weinort. Der Hüttenheimer Dorfspaziergang führt zu den Sehenswürdigkeiten. Dazu werden Führungen angeboten.

### Museum und Ausstellungen in Hüttenheim
- Fahrradmuseum Hüttenheim: Sammlung ausgefallener und historischer Räder
- Sammlung Därr: Tante-Emma-Laden um 1940 und große Sammlung alter Waschmittel

### Veranstaltungen
- Erster Samstag im März: kulinarischer Dorfspaziergang Hüttenheim (mit Anmeldung)
- Christi Himmelfahrt: Marktplatzfest in Hüttenheim
- Dritter oder vierter Sonntag im Mai: Kirchenburgmarkt in Hüttenheim
- Sonntag vor Jakobi (25. Juli): Herrnsheimer Markt
- Zweites Wochenende im August: Dorffest Willanzheim
- Drittes Wochenende im August: Kirchenburgweinfest Hüttenheim
- Letzter Sonntag im September: Streuobstfest in Markt Herrnsheim (gerade Jahre)

### Lehrpfade
- Willanzheimer Dorfkulturweg (Ortolan, Mittelwaldbewirtschaftung, keltische Viereckschanze)
- Streuobst-Erlebnisweg Markt Herrnsheim (konzipiert für Schulklassen, Kindergruppen und Familien mit Kindern, einmalig in Bayern)
- Hüttenheimer Dorfspaziergang (Kirchenburg, katholische Kirche, ehemalige Synagoge, Burgstall der Deutschordenskommende, Ebracher Hof)
- Auf alten Pfaden um den Tannenberg (naturkundlicher Weg)
- Weinparadiesweg (durch die Weinberge, ca. 20 km)

## Naturschutz
Die Wälder westlich und östlich des Ortes sind Bestandteil des Natura-2000-Netzwerkes und als Schutzgebiet DE6327372, Wälder zwischen Willanzheim, Mainbernheim und Tiefenstockheim ausgewiesen. Das Gebiet nordöstlich des Ortes ist als Vogelschutzgebiet DE6227-471, Südliches Steigerwaldvorland ausgewiesen.

## Wirtschaft und Infrastruktur

### Weinbau
In zwei Ortsteilen der Marktgemeinde wird heute Weinbau betrieben. Mit einer Fläche von etwa 75 Hektar ist Hüttenheim der eigentliche Weinort im Gemeindegebiet. Willanzheim besitzt dagegen nur eine kleine Rebfläche, die keiner Einzellage zugeordnet wurde. Seit den 1970er Jahren werden die Hüttenheimer Weine unter dem Namen Tannenberg vermarktet. Die Gipskeuperböden um Willanzheim eignen sich ebenso für den Anbau von Wein, wie die Lage in der Maingauklimazone, die zu den wärmsten Deutschlands gehört.
Bereits seit dem Frühmittelalter betreiben die Menschen um Willanzheim Weinbau. Die fränkischen Siedler brachten wohl im 7. Jahrhundert die Rebe mit an den Main. Der Weinbau erlebte nach der Säkularisation zu Beginn des 19. Jahrhunderts einen umfassenden Niedergang. Vor allem klimatisch weniger begünstige Lagen wurden vollständig aufgegeben. Zusätzlich erschwerte das Aufkommen von Schädlingen wie der Reblaus den Anbau. Konsolidieren konnte sich die Weinbauregion Franken erst wieder in der zweiten Hälfte des 20. Jahrhunderts. Der Einsatz von Düngern und verbesserte Anbaumethoden hatten dazu ebenso beigetragen wie die Organisation in Genossenschaften und die Flurbereinigung der 1970er Jahre. Erst seit den 2000er Jahren wird in Willanzheim wieder in begrenztem Umfang Weinbau betrieben.
| Weinlage   | Größe 1993 | Himmelsrichtung  | Hangneigung | Hauptrebsorten           | Großlage                  |
| ---------- | ---------- | ---------------- | ----------- | ------------------------ | ------------------------- |
| Tannenberg | 75 ha      | Süden, Südwesten | 25–30 %     | Müller-Thurgau, Silvaner | Frankenberger Schloßstück |
| ohne Namen | unklar     | Süden            | unklar      | unklar                   | Iphöfer Burgweg           |

### Verkehr
Markt Willanzheim ist über die Bundesstraßen 8 und 13 zu erreichen und hat dadurch auch eine Anbindung zu den Autobahnen 3 und 7. Außerdem besteht über die Bahnhöfe von Kitzingen und Iphofen an der Bahnstrecke Fürth–Würzburg eine Anbindung im ÖPNV mit öffentlichen Linienbussen.

### Bildung
In den Gemeindeteilen Willanzheim und Hüttenheim befindet sich eine Grundschule und jeweils ein Kindergarten.

## Persönlichkeiten
- Kunz von Iphofen (1460–1523), frühneuzeitlicher Montanunternehmer, geboren im Hauptort
- Leonhard Rosen († 1591), Abt von Kloster Ebrach (1563–1591), geboren im Hauptort
- Philipp Joseph Frick (auch Frike, 1742–1798), Hoforganist in Baden-Baden, Musiktheoretiker, geboren im Hauptort
- Meinrad Sprenke (geboren als Georg Joseph Stephan Anton, 1755–1837), Kapuziner, theologischer Schriftsteller, geboren im Hauptort
- Anton Franz Jaeger (1788–1851), Oberst und Kommandeur des 14. Infanterie-Regiments, geboren im Hauptort
- Michael Störcher (1817–1888), Pfarrer und Maler, geboren im Hauptort[15]
- Gerhard Hildmann (1907–1992), Theologe und Politiker, geboren in Markt Herrnsheim